# Stazione di Gardolo
Stazione di Gardolo vasútállomás Olaszországban, Trentino-Alto Adige régióban, Trento településen.

## Vasútvonalak
Az állomást az alábbi vasútvonalak érintik:
- Trento–Malè–Marilleva-vasútvonal

## Kapcsolódó állomások
A vasútállomáshoz az alábbi állomások vannak a legközelebb: 
- Stazione di Trento Nord-Zona commerciale (Stazione di Trento FTM, Trento–Malè–Marilleva-vasútvonal)
- Stazione di Spini-Zona Industriale (Mezzana railway station, Trento–Malè–Marilleva-vasútvonal)